# بيغل بي.206
بيغل بي.206  (بالإنجليزية: Beagle B.206)‏ هي طائرة نقل خفيف، بمحركين، ومقصورة بستة / ثمانية مقاعد. أنتجت في 1964 ببريطانيا. من صناعة بيغل للطائرات. كان أول طيران لها في 15 أغسطس 1961. دخلت الخدمة في 1965، صنع منها 80 طائرة.